# Amatersko prvenstvo Francije 1949
Amatersko prvenstvo Francije 1949 v tenisu.

## Moški posamično
Frank Parker :  Budge Patty 6-3, 1-6, 6-1, 6-4

## Ženske posamično
Margaret Osborne duPont :  Nelly Adamson 7-5, 6-2

## Moške dvojice
Pancho Gonzales /  Frank Parker :  Eustace Fannin /  Eric Sturgess  6–3, 8–6, 5–7, 6–3

## Ženske dvojice
Margaret Osborne duPont  /  Louise Brough Clapp :  Joy Gannon /  Betty Hilton 7–5, 6–1

## Mešane dvojice
Sheila Piercey Summers /  Eric Sturgess :  Jean Quertier  /  Gerry Oakley  6–1, 6–1